# Pee Wee Russell

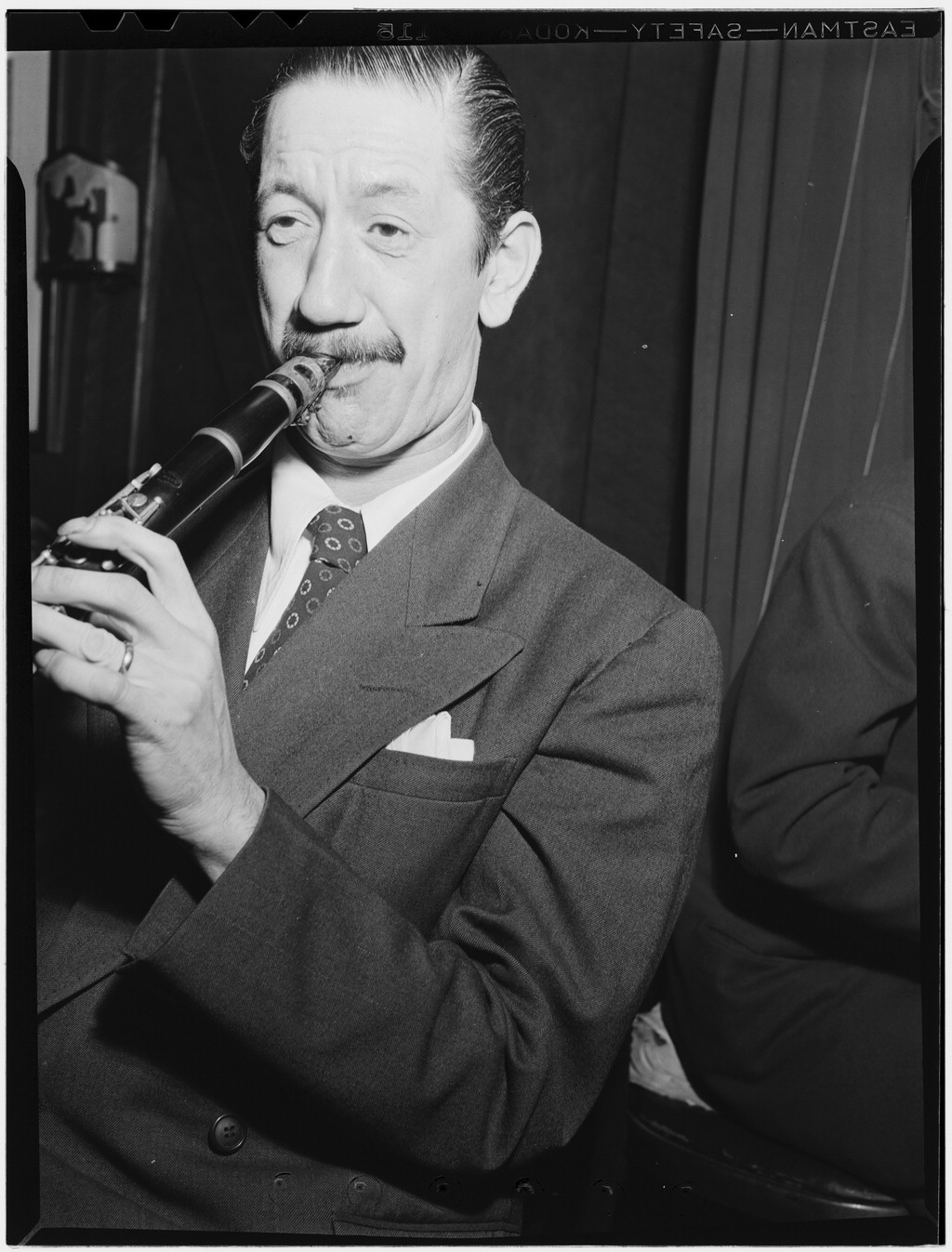
Pee Wee Russell, New York, 1946, Foto: William P. Gottlieb

Charles Ellsworth Russell, besser bekannt unter seinem Spitznamen Pee Wee Russell (* 27. März 1906 in Maplewood, Missouri; † 15. Februar 1969 in einem Krankenhaus in Alexandria, Virginia), war ein Jazz-Musiker. Am Anfang seiner Karriere arbeitete er als Klarinettist und Saxophonist. Später entschied er sich dann für die Klarinette als bevorzugtes Instrument.

## Leben
Russell, der u. a. indianische Vorfahren hat, wurde zwar in Maplewood, Missouri geboren, wuchs allerdings in Muskogee (Oklahoma) auf. Eine seiner bekanntesten Kompositionen trägt den Titel Muskogee Blue. Sein Vater nahm den jungen Charles Ellsworth mit auf eine Veranstaltung der damals bekannten Gruppe The Louisiana Five. In dem Konzert spielte auch der Klarinettist Alcide Nunez aus New Orleans. Unter dem Eindruck des Konzerts beschloss er eine Karriere als Jazzmusiker einzuschlagen. Er hatte in Muskogee Privatunterricht; erste Auftritte folgten zunächst mit seinem Vater, dann mit Red Nichols. Nach einer Ausbildung an der Western Military Academy (1920/21) und der University of Missouri sammelte er weitere berufliche Erfahrungen als Klarinettist und Saxophonist auf Flussdampfern, mit Vaudeville-Tourneetruppen und bei Peck Kelley; 1923/24 spielte er in einer Band in Mexiko.
Mitte der 1920er Jahre spielte Russell in Chicago mit Musikern wie Bix Beiderbecke, Frank Trumbauer und erneut mit Red Nichols, mit dem die 78er Feelin’ No Pain entstand. Es folgten Einspielungen und Auftritte mit Red McKenzie, Irving Mills (1929), Hoagy Carmichael (1930), Gil Rodin (1931–34), Adrian Rollini (1935) und mit Louis Prima (1935/36). Ab 1938 arbeitete er wiederholt mit Bobby Hackett, Eddie Condon, Jack Teagarden, Bud Freeman, Teddy Wilson, George Brunis, Miff Mole, Art Hodes, Muggsy Spanier, Wild Bill Davison, Coleman Hawkins, Ruby Braff, Earl Hines und Max Kaminsky. Russell leitete zwar nie eine eigene Band, nahm aber eine Reihe von Alben unter eigenem Namen auf wie Portrait of Pee Wee.
Seit Ende der 1930er Jahre gehörte er der Dixieland-Szene im Greenwich Village New Yorks an. Nach einer schweren Erkrankung 1950 arbeitete er in den 1950er und 1960er Jahren vorwiegend mit Dixieland- und Mainstream-Gruppen um Ruby Braff, Eddie Condon und George Wein, mit denen er auf Festivals – wie dem Newport Jazz Festival – gastierte. Auf dem Columbia-Album New Groove setzte er sich mit neueren Erscheinungsformen des Jazz auseinander, in dem er in einem pianolosen Quartett, dem auch Marshall Brown angehörte, Songs wie Strayhorns Chelsea Bridge, Moten Swing, Damerons Good Bait und Monks ’Round Midnight und sogar Coltranes Red Planet interpretierte. Dem folgte mit einer ähnlichen Formation ein Album für Impulse! (Ask Me Now!, 1966). Zuletzt trat er 1969 in der New Yorker Town Hall, in Chicago und auf dem Monterey Jazz Festival auf.

## Wirken
Russell entwickelte in den 1920er Jahren seine originelle Klarinettenstimme. Diese eigenwillige skurrile Spielweise, die sich durch ungewöhnliche melodische Wendungen und feinstoffliche Tonfarbwechsel auszeichnet, fand in den ersten Jahren seiner Musikerlaufbahn keinen großen Zuspruch. Merkwürdig und unlogisch erschien vielen Hörern und Kritikern die Musik Russells. Obwohl in dieser expressiven Musik feinfühlige und poetische Elemente überwiegen, bedachten ihn die Kritiker mit üblen Verrissen. Aber Musikerkollegen wie Albert Nicholas und Benny Goodman schätzten ihn. Goodman sah sich gar von Russells Spielweise beeinflusst.
Dick Wellstood nannte Russells Spiel „ein Wunder“ und beklagte das Verstummen „dieses verzwickten, gewürgten, knorrigen Gewirrs von Quietschern, mit dem er sein geräumiges Universum geschaffen hat;“ Sandy Brown bezeichnete seinen vokalen Stil als „völlig individuell, zeitlos und außerhalb jeder Tradition.“ Sein expressives Spiel ist geprägt „durch Growl, ungewöhnliche melodische Wendungen, Stimmungs- und Ausdruckswechsel sowie allerlei Dirty-Beugungen der Intonation“.
In den 1960er Jahren setzte sich Russell mit dem modernen Jazz auseinander und hatte sogar Kompositionen von Ornette Coleman im Repertoire. Dadurch verschaffte er sich Respekt und Anerkennung bei den Musikern der damaligen Avantgardeszene; 1963 spielte er auf dem Newport-Festival in der Band von Monk (Miles & Monk at Newport). 1957 spielte er in The Sound of Jazz mit Jimmy Giuffre im Duett. Ein instruktives Beispiel aus dieser Schaffensperiode ist das Album Ask me now mit dem Pee Wee Russell Quartet.
Der junge Steve Lacy – wie Russell auch – ein Musiker mit einer eindeutigen Tonsprache war Anfang der 1950er Jahre gemeinsam mit Russell Mitglied einer Gruppe von traditionellen Jazzmusikern, die regelmäßig im Stuyvesant Center von New York auftrat.
Wie alle großen Künstler besaß Russell eine sehr subjektive Wahrnehmung der Dinge, die sich nicht nur in seiner Musik verdeutlichte. Russell war des Öfteren krank und konnte während dieser Zeit keine Musik machen. Er beschäftigte sich dann – dem Rat einer Freundin folgend – mit der Malerei. Das Ergebnis war so überwältigend, dass die Kunstszene ihn – den Amateur – als Naturtalent anerkannte.

## Auszeichnungen
Im Kritikerpoll des Down Beat 1983 wurde Russells Pied Piper of Jazz zur „Wiederveröffentlichung des Jahres“ gewählt.

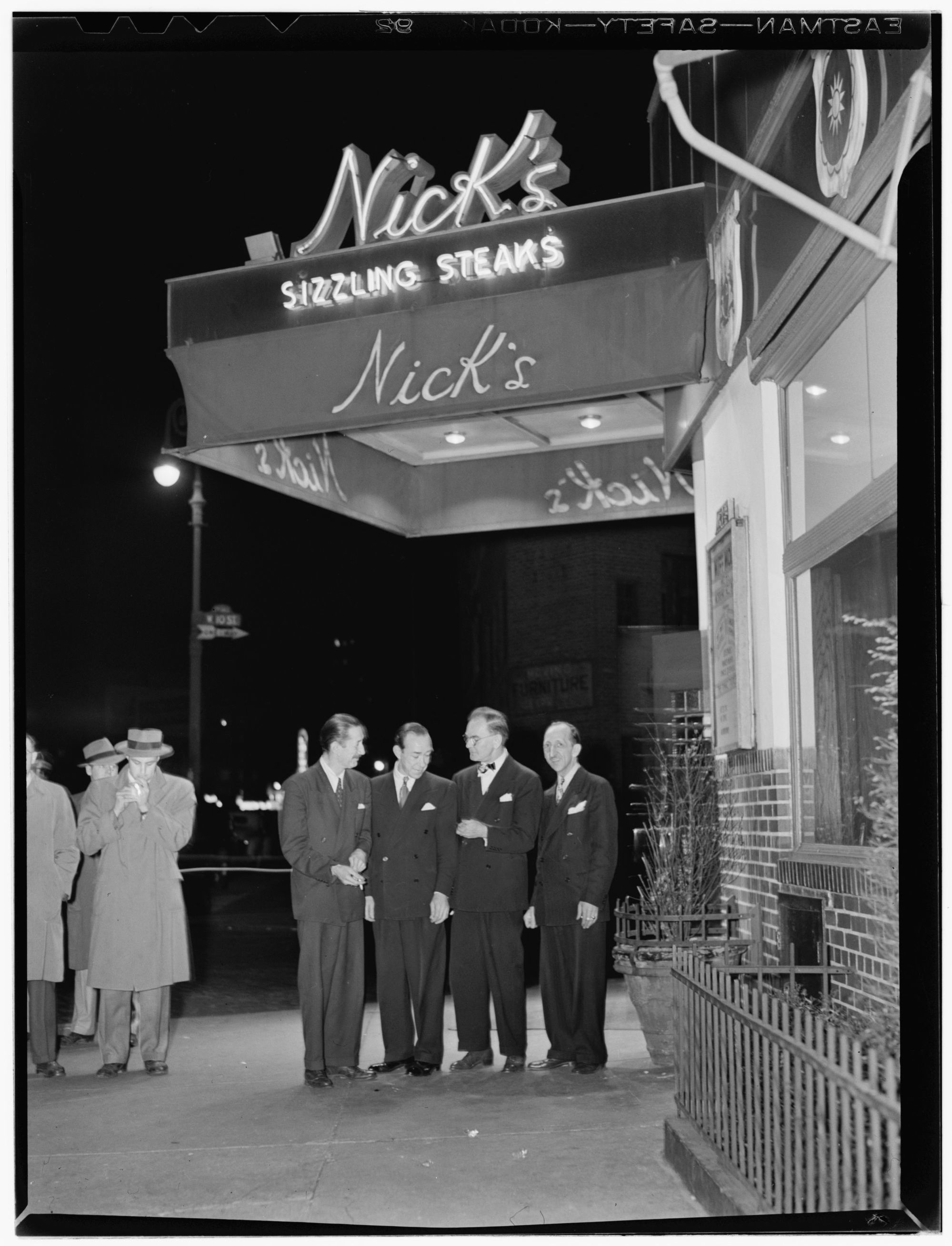
Pee Wee Russell, Muggsy Spanier, Miff Mole und Joe Grauso, Nick’s (Tavern), New York, ca. Juni 1946.
Fotografie von William P. Gottlieb.

## Aufnahmen
Als Bandleader
Impulse! Records
- 1959: Salute To Newport
- 1965: Ask Me Now! (mit Marshall Brown, Russell George, Ronnie Bedford)
- 1966: The College Concert (mit Red Allen, Steve Kuhn, Charlie Haden, Marty Morell)
- 1967: The Spirit of '67 (mit Oliver Nelson)

Andere Label
- 1952: Clarinet Strut
- 1952: The Individualism of Pee Wee Russell
- 1952: Pee Wee Russell All Stars (Atlantic)
- 1953: Salute To Newport
- 1953: We’re In the Money (Black Lion Records)
- 1958: Portrait of Pee Wee
- 1958: Over the Rainbow
- 1961: Swingin' With Pee Wee
- 1961: Jazz Reunion (Candid Records)
- 1962: New Groove (Columbia)
- 1964: Honey Licorice
- 1964: Gumbo